# Joey Silvera
Joey Silvera est un acteur et réalisateur américain de films pornographiques.

## Biographie
Joey Silvera est né Joseph Nassivera le 20 décembre 1951 à Rochester (État de New York). Il a débuté dans le cinéma pornographique en 1974 à San Francisco et est apparu dans plus de 1 000 films.
Au début des années 1990, il a commencé à réaliser des films - à travers son propre studio All Blew Shirts, renommé plus tard Joey Silvera Video - d'abord pour le compte de Devil's film puis pour Evil Angel.
Comme réalisateur, il a particulièrement investi le thème de la pornographie transgenre à partir de 1998, notamment avec sa série Rogue Adventures sortie seulement en DVD de 1998 a 2016. Il est généralement considéré comme celui qui a popularisé ce genre auprès de la clientèle du porno traditionnel.
Il a obtenu de nombreux prix, à la fois comme acteur et comme réalisateur, et est membre de l'AVN Hall of Fame et du XRCO Hall of Fame.

## Distinctions

### Acteur
- 1984 : XRCO Award Best Supporting Actor pour Public Affairs
- 1985 : XRCO Award Best Supporting Actor pour She's So Fine
- 1987 : AVN Award Meilleur acteur dans un second rôle - Vidéo (Best Supporting Actor - Video) pour She's So Fine
- 1987 : AVN Award Meilleure scène de sexe en couple - Vidéo (Best Couples Sex Scene - Video) pour Blame it on Ginger (avec Krista Lane)
- 1988 : AVN Award Meilleure scène de sexe en couple - Vidéo (Best Couples Sex Scene - Video) pour Made in Germany (avec Tracey Adams)
- 1993 : AVN Award Meilleur acteur dans un second rôle - Film (Best Supporting Actor - Film) pour Facedance 1 et 2
- 1993 : AVN Award Meilleur acteur - Vidéo (Best Actor - Video) pour The Party
- 1993 : AVN Award Meilleure scène de sexe en couple - Vidéo (Best Couples Sex Scene - Video) pour The Party
- 1994 : XRCO Award Best Group Scene pour Buttman's British Moderately Bit Tit Adventure

### Réalisateur
- 1996 : XRCO Award Best Series pour Joey Silvera's Butt Row
- 1997 : AVN Award Meilleure série gonzo (Best Gonzo Series) pour Butt Row
- 1999 : AVN Award Meilleur film "transsexuel" (Best Transsexual Release) pour The Big-Ass She-Male Adventure
- 1999 : XRCO Award Meilleure série gonzo (Best Gonzo Series) pour Please!
- 2000 : AVN Award Meilleur film "transsexuel" (Best Transsexual Release) pour Rogue Adventures 3: Big-Ass She-Male Adventure
- 2000 : XRCO Award Meilleure série gonzo (Best Gonzo Series) pour Please!
- 2001 : AVN Award Meilleur film gonzo (Best Gonzo Release) pour Please! 12
- 2001 : AVN Award Meilleure série gonzo (Best Gonzo Series) pour Please!
- 2001 : XRCO Award Meilleure série gonzo (Best Gonzo Series) pour Service Animals
- 2002 : AVN Award Meilleur film « transsexuel » (Best Transsexual Release) pour Rogue Adventures 13
- 2003 : AVN Award Meilleur film « transsexuel » (Best Transsexual Release) pour Rogue Adventures 15
- 2004 : AVN Award Meilleur film gonzo (Best Gonzo Release) pour Service Animals
- 2004 : XRCO Award Meilleure série gonzo (Best Gonzo Series) pour Service Animals
- 2005 : XRCO Award Meilleure série gonzo (Best Gonzo Series) pour Service Animals
- 2006 : AVN Award Meilleur film « transsexuel » (Best Transsexual Release) pour Rogue Adventures 24
- 2006 : XRCO Award Meilleure série gonzo (Best Gonzo Series) pour Service Animals
- 2007 : AVN Award Meilleur film « transsexuel » (Best Transsexual Release) pour Rogue Adventures 27
- 2012 : AVN Award Meilleur film "transsexuel" (Best Transsexual Release) pour The Next She-Male Idol 3